# 고대 위구르어

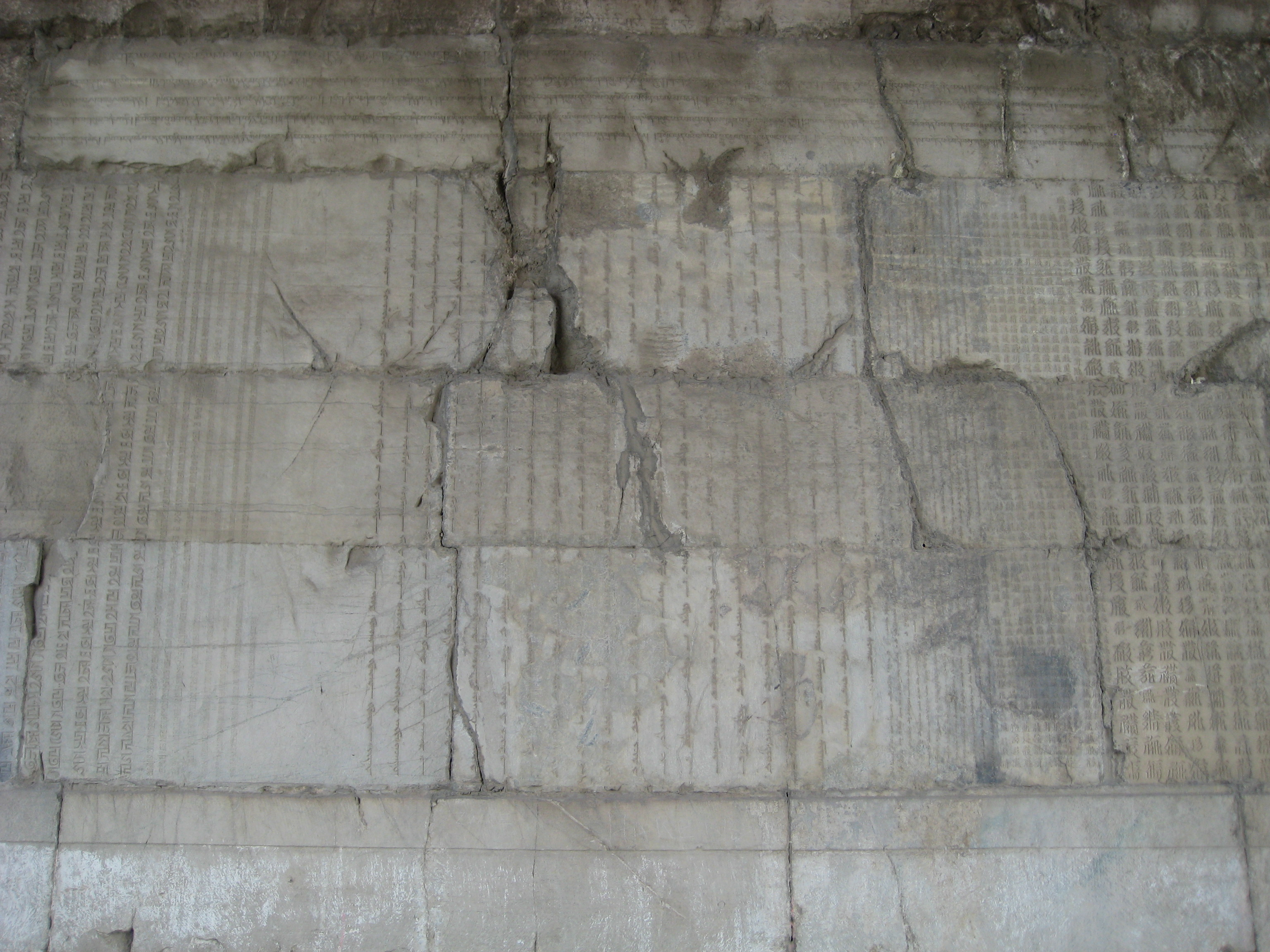
거용관 운대(居庸關雲臺)의 동쪽 내벽에 새겨진 위구르어 명문(銘文).

고대 위구르어(Old Uyghur)는 서기 9 - 14세기에 위구르 카간국의 후신인 고창회골이나 감주회골 등에서 사용되던 튀르크계 언어이다.
위구르 카간국에서 쓰이던 고대 튀르크어가 발전한 것으로, 카간국의 멸망 이후 그 유민들이 투르판, 쿠물, 감주로 이주하며 생겨났다. 투르판과 쿠물의 위구르인은 고창회골을 형성하여 마니교와 불교를 믿었고, 감주의 위구르인은 감주회골을 형성하였다가 곧 서하의 신민이 되었다. 현대 간쑤성의 소수 민족인 위구족(Yugur, 裕固族)은 감주 위구르인의 후손인데, 이들이 사용하는 서부 유구르어는 고대 위구르어의 말예이다.
한편 고창회골은 몽골 제국의 봉신국으로 살아남았으나 이슬람교를 믿는 차가타이 칸국에 멸망당했다. 이후 투르판과 쿠물은 이슬람화되고 고대 위구르어는 이 지역에서 사라졌다. 현대 신장 위구르 자치구에서 쓰이고 있는 위구르어는 언어학적으로 고대 위구르어가 아닌 카라한 칸국의 카를루크어에 더 가깝다고 여겨진다.

## 같이 보기
- 위구르어역 성서
- 마이트레야사미티나타카
- 위구르 문자